# 桑戈语
桑戈语是中非共和国的主要语言，是约500万人的母语。包括William J. Samarin在内的一些语言学家把他归为一种基于恩巴恩迪语的克里奥尔语。但是Marcel Diki-Kidiri、Charles H. Morrill等人则认为桑戈语中的结构变化不需要用克里奥尔化过程来解释。

## 历史
桑戈语最早是河流贸易者的交际语言，以北恩巴恩迪语为基础，也受到法语的一些影响。班吉市的快速发展对桑戈语的传播有着重要影响，它创造了桑戈语的第一批母语使用者。虽然有农村迁来的人群各有各的母语，桑戈语只是他们的交际语，但他们的子女却将桑戈语当做母语，甚至唯一使用的语言。这使得桑戈语的词汇，不管是正式的还是俚语都得到了极大的丰富。其次，作为首都的日常语言，桑格语的地位慢慢提升，在许多领域内取代了法语的地位。

## 音系

### 母音
桑戈語有七個非鼻化母音（oral vowels）和五個鼻化母音（nasal vowels）。母音的質與鼻化母音的數量會受非桑戈語母語使用者的影響。

### 音節結構
桑戈語的音節結構通常是CV。兩個母音可能並排，但母音並排不多見。子音可能顎音化（palatalization）或唇音化（labialization），顎音化和唇音化分以<Ci>和<Cu>表示。
單詞一般包含一個或兩個音節，三音節詞較少見。四音節詞是藉由疊詞或合成派生的，而且可能寫成兩個字。(如kêtêkêtê（意即「一小點」）可寫成kêtê kêtê；而walikundû（意即「巫師」）可寫成wa likundû等).

## 正寫法
桑戈语的正式拼法包括下列辅音：p, b, t, d, k, g, kp, gb, mb, mv, nd, ng, ngb, nz, f, v, s, z, h, l, r, y, w，有时也加上一个，表示内爆音/ɓ/。桑戈语还有7个元音a e ɛ i o ɔ u，其中5个鼻音化ĩ ã ɛ̃ ɔ̃ ũ。声调有中、高、低三个。

## 语法

### 語序
桑戈語的語序如下：
- 基本語序：主詞─動詞─受詞(SVO)，此与汉语一致
- 介詞多為前置詞
- 指示詞、數詞、名詞領屬、關係子句等置於其所修飾的名詞後方，形容詞置於其被領屬者的前方。

### 各詞類變化

#### 代詞
人称代词有mbï（我）、mo（你）、lo（他她它）、ë （我们）、âla（你们）, âla（他们）。

#### 名詞
桑戈語的定詞（determiner）置於其所修飾之名詞前：
- mbênï kêtê môlengê - 一個小的小孩（mbênï為表非限定含意之定詞；kêtê之意為「小的」；môlengê之意為「小孩」）

但指示詞置於其所修飾之名詞後：
- këkë sô - 這/那棵樹
- da sô - 這/那棟房子
- nze sô - 這/那個月
- âbûku sô - 這/那些書（bûku為「書」之意，其前方的â-為眾數標記）

除此之外，桑戈語的sô亦用以標明關係子句開頭。
眾數標記â-置於名詞片語前，如下所示：
- âmbênï	kêtê môlengê - 一些小的小孩（與上面「mbênï kêtê môlengê」一句相較，「mbênï」前多了眾數標記「â-」）

眾數標記â-亦可用於名詞片語中的多個項目上，但這較少見。如下所示：
- âkötä (â)zo - （多於一個）大人物/權貴人士（kötä之意為「大的」；zo之意為「人」）

#### 動詞
当前面没有代词时，动词要加前缀a-，比如mo yeke（意即「你是」）、Bêafrîka ayeke（意即「中非是」）。重要的动词包括yeke（意即「是」）、 bara（意即「欢迎」）、 hînga（意即「知道」）。
一些動詞用例如下：
- âmôlengê tî lo agä - 他的子女們來了（gä為「來」之意）
- adü lo - 他出生了（字面含意：「某人生了他」，其中dü為「生下」之意）

-ngö是一個名詞化後綴，用於將動詞轉為名詞，它同時也會使動詞詞幹的聲調發生改變：
- kono - 大的（動詞）；生長
  - könöngö - 大小；尺寸
- kîri - 回返（動詞）
  - kïrïngö - 回返（名詞）

#### 介詞
所有格由tî表示（相当于英语中的of），如ködörö tî mbï（意即「我的国家」）。另一个重要的介词na表示方位格、与格或工具功能。

## 文献
- Charles Taber, 1964.  French Loanwords in Sango: A Statistical Analysis.  (MA thesis, Hartford Seminary Foundation.)
- William Samarin, 1967.  Lessons in Sango.
- Marcel Diki-Kidiri, 1977.  Le sango s'écrit aussi...
- Marcel Diki-Kidiri, 1978. Grammaire sango, phonologie et syntaxe
- Luc Buquiaux, Jean-Marie Kobozo et Marcel Diki-Kidiri, 1978 Dictionnaire sango-français...
- Charles Henry Morrill, 1997. Language, Culture and Sociology in the Central African Republic, The Emergence and Development of Sango
- Pierre Saulnier, 1994.  Lexique orthographique sango
- SIL (Centrafrique), 1995.  Kêtê Bakarî tî Sängö : Farânzi, Anglëe na Yângâ tî Zâmani. Petit Dictionaire Sango, Mini Sango Dictionary, Kleines Sango Wörterbuch
- Christina Thornell, 1997. The Sango Language and Its Lexicon (Sêndâ-yângâ tî Sängö)
- Marcel Diki-Kidiri, 1998.  Dictionnaire orthographique du sängö

### 參照內容
1. 1 2 3 4 5 6 7  Karan (2006，12.5 The phonology of Sango)
2. ↑  .   [2013-06-12]. （原始内容存档于2013-07-10）.
3. ↑  http://books.google.com.tw/books?id=to6P22ieV5kC&pg=PA243&lpg=PA243&dq=sango+relative+clause&source=bl&ots=yirelXDtJz&sig=j8T0KMFefEZMBqvGRLyLYrvC-ds&hl=zh-TW&sa=X&ei=eDe4UcaaEovqkgXDq4HQDQ&ved=0CFUQ6AEwBQ#v=onepage&q=sango%20relative%20clause&f=false （页面存档备份，存于）
書中用的標號與此處用的正寫法不同

## 外部連結
- Online Sango English French Dictionary
- Sangonet.com （页面存档备份，存于）
- Established French loanwords in Sango
- Ethnologue report on Sango （页面存档备份，存于）
- A site in Sango - Yângâ tî Sangho tî Bêafrîka （页面存档备份，存于）
- 以法語解說的桑戈語課程 （页面存档备份，存于）
- Sango computer terminology （页面存档备份，存于）
- PanAfrican L10n page on Sango
- Resources in and about the Sango language （页面存档备份，存于）